# 부코바르 학살
부코바르 학살(크로아티아어: pokolj u Vukovaru), 또는 부코바르 병원 학살, 오브차라 학살(크로아티아어: Pokolj na Ovčari)은 크로아티아 독립 전쟁 도중인 1991년 11월 20일 부코바르 동남쪽의 오브차라에서 유고슬라비아 인민군(JNA)가 인계한 크로아티아인 포로와 민간인을 세르비아계 준군사가 집단으로 학살한 사건이다. 이 학살은 부코바르 전투가 끝나 유고슬라비아 인민군, 세르비아계 크로아티아인 영토방위군, 인근 세르비아 지역에서 모집한 민병대가 부코바르를 장악한 직후 일어났다. 부코바르 학살은 일어난 시점에서 제2차 세계 대전 이후 유럽에서 일어난 가장 거대한 규모의 학살이자 전쟁범죄이다.
부코바르 전투 마지막 날, 크로아티아 지역 정부, 유고 인민군, 유럽 공동체 감시 임무 세 세력은 국제 적십자 위원회(ICRC)의 협력으로 부코바르 병원에서 대피를 도와주기로 합의하였다. 하지만 유고 인민군은 적십자를 병원으로 들여보내는 것을 막고 병원 안에 있던 사람들 약 300명을 끌어내버렸다. 병원에서 끌어내진 사람들은 크로아티아인을 중심으로 세르비아인, 헝가리인, 보스니아인, 크로아티아 국가방위군에 자원한 외국인 2명이 포함되어 있었으며 처음에는 부코바르에 있는 유고 인민군 막사로 이송되었다. 몇몇 포로는 병원 직원으로 확인되어 무리에서 빠져 병원으로 돌려보냈으며 나머지 사람들은 부코바르 동남쪽에 있는 오브차라 농장으로 끌려갔다. 농장에 도착하자 유고 인민군이 농장에서 철수하기 전 수 시간 동안 포로들은 지속적인 폭행을 당했으며 이후 유고 인민군은 포로를 세르비아계 민병대와 영토방위군 세력에게 인계했다. 포로들은 준비된 장소로 옮겨져 10~20명의 무리로 묶여 총살당한 후 집단무덤에 묻혔다.
집단묘지는 1992년 10월 발견되었으며 연초 부코바르 지역에 배치된 유엔보호군(UNPROFOR)에게 인계되어 보호받았다. 1996년 구유고슬라비아 국제형사재판소(ICTY)의 조사단이 발굴을 한 결과 무덤에서 유골 200명분이 발견되었다. 크로아티아 측은 61명이 더 살해되었으나 다른 무덤에 묻혔다고 주장했으며 ICTY 검찰 측에서는 60명이라고 추정했다. ICTY는 부코바르 학살을 벌인 혐의로 유고 인민군 장교 2명을 기소했으며 전 세르비아의 대통령인 슬로보단 밀로셰비치를 부코바르에서 일어난 학살을 포함한 수많은 전쟁 범죄를 일으킨 혐의로 기소하였다. 밀로셰비치는 재판이 끝나기 전 교도소에서 옥중 사망하였다. 세르비아계 크로아티아인 영토방위군 소속 병사들 및 세르비아계 민병대 대원 수 명도 부코바르 학살에 가담한 혐의로 세르비아 사법부에 재판을 받았고 유죄 판결을 받았다. 2015년 2월, 국제사법재판소는 크로아티아 전역에서 일어난 포위전, 학살, 기타 동시다발적 반인륜적 사건들이 제노사이드 혐의를 구성하지 않는다고 판결했다.
집단무덤 현장에는 기념비 및 오브차라 농장에서 대량 학살이 일어나기 직전 포로들을 수용한 건물이 표시되어 있으며 2006년 이 건물은 기념센터로 개축되었다. 2014년 7월까지 기념센터엔 관광객 50만명이 다녀갔다.

## 배경
1990년, 크로아티아 사회주의 공화국에서 열린 총선에서 크로아티아 민주연합(HDZ)가 압승하며 크로아티아 내 세르비아인과 크로아티아인 사이 민족분규가 거세지기 시작했다. 유고슬라비아 인민군(JNA)는 저항을 최소화하기 위해 크로아티아 영토방위군의 모든 무기를 압수하였다. 8월 17일에는 세르비아계 크로아티아인이 봉기를 일으키며 민족 긴장이 격화되었다. 반란은 스플리트에서 동북쪽으로 60km 떨어진 크닌 인근의 달마티아 연안 세르비아계 인구 밀집 지역을 중심으로 리카, 코르둔, 바노비나, 슬라보니아 등 지역에서 반란 사태가 확대되었다. 1991년 1월, 몬테네그로 사회주의 공화국 및 세르비아 내의 보이보디나, 코소보 메토히야 자치주의 지원을 받은 세르비아는 유고 인민군의 크로아티아 보안군 무장 해제 작전 승인을 요구했으나 유고슬라비아 대통령직의 승인 반대로 실패하였다. 이 시도가 실패한 후, 3월 초 세르비아계 반군과 크로아티아 특수경찰 사이 무혈 충돌이 일어났다.이 사건으로 유고 인민군은 유고 대통령직의 전시 통수권 부활과 전국의 비상사태 선포를 할 것을 요청했다. 세르비아 및 그 동맹국은 이 요구를 지지했으나 유고슬라비아 대통령직은 이를 거부했다. 세르비아의 대통령 슬로보단 밀로셰비치는 크로아티아를 유고슬라비아 내로 유지하기보다는 세르비아 국가를 확장하는 것을 지지하였으며, 공개적으로 유고슬라비아 인민군을 세르비아군으로 대체하겠다고 위협하고 더 이상 연방 대통령의 권한을 인정하지 않겠다고 선포했다. 유고 인민군이 밀로셰비치의 통제 하에 들면서, 유고 인민군은 세르비아의 확장 계획에 찬성하며 유고 연방을 존속하겠다는 입장을 폐기하였다. 3월 말에는 처음으로 사상자가 나온 유혈 충돌 사건이 일어났다. 4월 초엔 크로아티아 내의 세르비아계 반군이 모여 세르비아 통제 하의 영토를 하나로 통일하겠다고 밝혔다. 이 지역은 크로아티아 정부가 '이탈지역'으로 선언하였다.
1991년 초까지 크로아티아는 정규군이 없었다. 크로아티아는 국방력을 강화하기 위해 경찰요원을 2만명으로 약 두배 가까이 늘렸다. 이중 가장 효과가 좋았던 것은 군대 조직을 따른 12개 대대 3천명의 크로아티아 특수경찰 병력이었다. 또한 크로아티아 지역별로 예비경찰 16개 대대, 10개 중대 9천-1만명을 수립하였으나 무기가 부족했다. 악화되는 상황에 대응하여 크로아티아 정부는 5월 특수경찰 대대를 전문적인 4개 방위연대로 바꾸며 크로아티아 국가방위군(ZNG)를 설립하였다. 크로아티아 국방부 통제 하에 있던 이 부대는 은퇴한 유고 인민군 장군인 마르틴 슈페겔이 지휘하였으며 4개 연대 8천명으로 구성되어 있었다. 이 외에도 예비경찰이 4만명으로 확대되어 국가방위군 소속으로 들어가 19개 여단 14개 독립대대로 재편되었다. 방위여단은 소화기가 완비된 크로아티아 내 유일한 부대였으며 국가방위군 전반적으로 중화기는 없었으며 여단 이상의 지휘부 및 통제 구조는 제대로 있지도 않았다. 중무기 부족이 너무 심하여 국가방위군은 박물관 및 영화 스튜디오의 제2차 세계 대전 시기 무기를 이용해 보충할 정도였다. 당시 크로아티아의 무기 비축량은 해외에서 수입한 소화기 3만정과 경찰이 이전에 소유하고 있던 소화기 15,000정 뿐이었다. 방위여단으로 재편된 특수경찰을 대신하여 새롭게 10,000명의 특수경찰이 다시 소집되었다.

## 전조

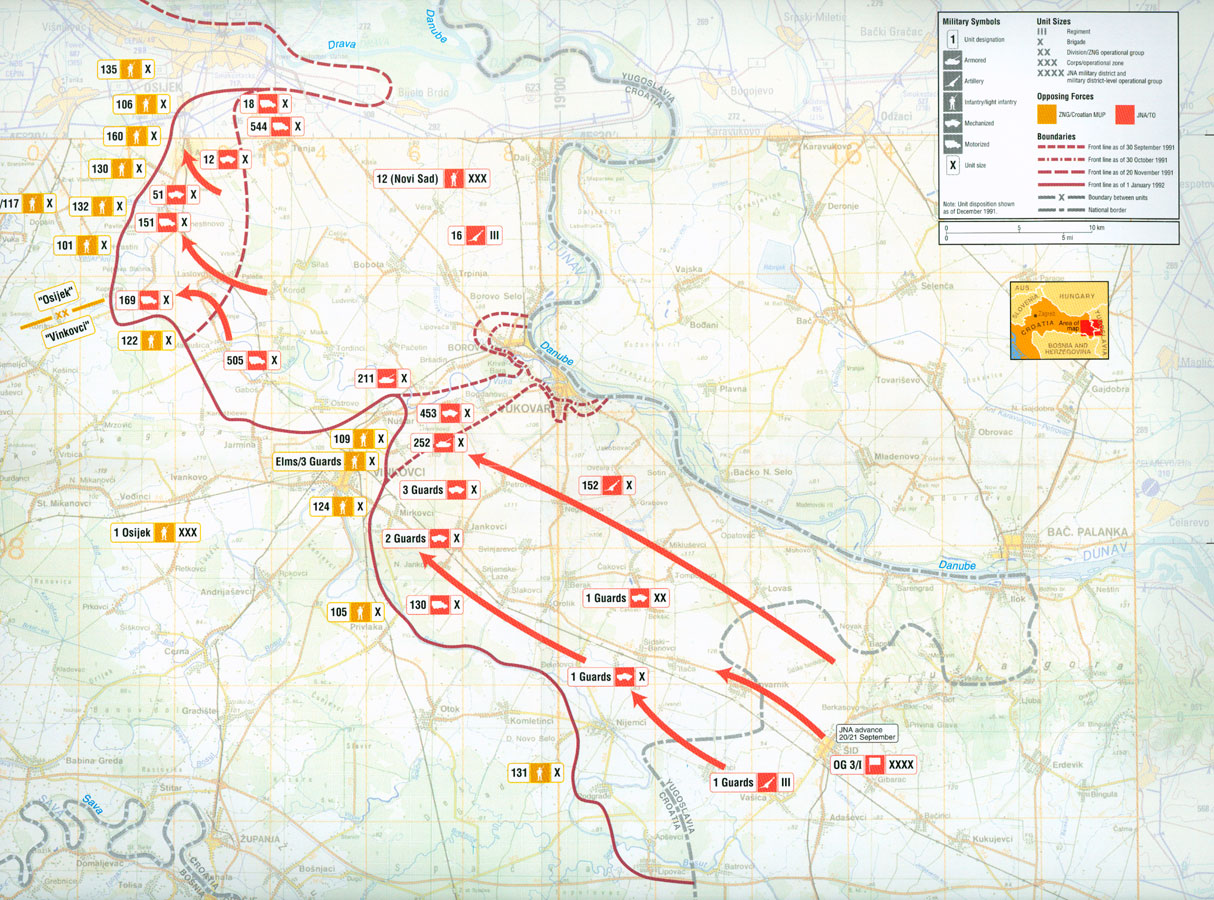
1991년 9월~1992년 1월 사이 동슬라보니아의 군사 작전 지도.

9월 14-15일 크로아티아가 크로아티아 내 유고 인민군 시설을 점령하기 위해 막사 전투를 시작하자 유고슬라비아 인민군은 부코바르 포위를 위한 작은 공세를 펼치기 시작했다. 같은 시기엔 크로아티아를 향한 대규모 공세를 위해 동원령을 선포하여 병력을 모으기 시작했다. 하지만 동원된 병사들이 광범위하게 징병을 거부하고 지정 부대 이탈이나 탈영, 전투에 대한 사기 저하 등이 곳곳에서 보고되기 시작했다. 중앙세르비아에서 이에 대한 반응이 좋지 못했는데, 대략 26%만 징병에 병역을 치르러 갔다고 보고했다. 이런 상황으로 부대 내 병력이 부족해지고 유고슬라비아 인민군은 부대에서 보병부대 배치를 줄이기 시작했다.
크로아티아 동부의 슬라보니아 지역에 대한 유고 인민군 공세는 9월 20일 시작되었다. 유고 인민군이 반복적으로 시도했으나 점령에 실패했던 부코바르 시가지 장악이 전역의 최종 목표였다. 부코바르 및 주변 지역의 전투는 수개월간 계속되었고 결국 서슬라보니아의 세르비아계 장악 지역에서 서쪽으로 진군할 예정이었던 유고 인민군의 주력 기갑부대를 배치하였다. 부코바르의 함락 외에도 유고 인민군은 빈코브치 서쪽으로 진격하기 전에 후방 위협을 일소하도록 크로아티아군을 완전히 소멸시키러 했다.
유고슬라비아 인민군은 병역에 대부분 참여하지 않은 예비군 대신 현지 지역의 세르비아계 영토방위군 병력이나 세르비아계 준군사 조직을 이용하여 병력을 강화했다. 자원군은 민족 증오로 가득 차 가정을 약탈하는 등 민간인에 대한 여러 잔학행위를 저질렀다. 2개월이 넘는 전투 후 11월 18일 부코바르의 크로아티아군이 항복했다. 부코바르 시가지는 유고 인민군의 포병 및 박격포, 로켓 포격으로 심각한 피해를 입었다. 전투가 끝날 때까지 도시 내로 포와 미사일이 최소 70만개가 떨어졌으며 하루 12,000개가 넘는 꼴로 떨어졌다.

## 전개

### 이송 준비
11월 17일, 유고슬라비아 인민군 제5(자그레브) 전면군 지휘관인 소장 안드리야 라셰타는 유럽 공동체 감시 임무단에게 유고 인민군은 원칙적으로 부코바르에서 취약한 사람들을 신속하게 대피시키는 데 합의했다고 알렸다. 이 당시 부코바르 병원에는 400명 가량이 갇힌 것으로 알려져 있었으나 실제 그 숫자는 450명이 넘는 것으로 확인되었다. 병원에는 심각한 부상으로 치료를 수일 간 받고 있는 중환자 40명과 경부상으로 치료를 받고 있는 환자 360명을 포함하고 있었다. 이 환자들 외에도 일부 민간인들은 전투 마지막 날 병원으로 피난을 가기도 했다. 이들은 병원이 당시 매일 포격을 받고 있었지만 도시에서 병원으로 대피하였다. 이 외에도 많은 크로아티아군이 병원의 환자나 직원으로 병원 안으로 피난오기도 했다.
11월 18일, 크로아티아, 유고 인민군, 유럽공동체 감시단 셋으로 구성된 삼두위원회는 국제 적십자 위원회, 국경 없는 의사회, 몰타세르 인터네셔널 대표들과 함께 부코바르의 피난 해법에 대해 논의하였다. 11월 18일에서 19일로 넘어가는 밤, 라셰타 지휘관과 크로아티아 보건부 장관 안드리야 헤브란그는 피난에 관한 합의에 서명했다. 이 합의문에서는 피난민들이 루자츠 교외-보그다노브치-마린치-지디네 교차로-누슈타르-빈코브치 도로를 따라 피난하는 것을 보장해준다는 내용이었다. 피난민들은 지디네 교차로에서 국제기구에 인계되고 병원은 국제 적십자 위원회가 담당하게 되며, 여기에 유럽 공동체 감시 임무단이 전체 작전을 감독하기로 하였다. 헤브란그 장관은 부코바르 병원의 병원장인 베스나 보사나츠에게 이 합의를 통보하고 적십자 팀이 곧 도착할 것이라 말했다. 이날 저녁 부코바르 포위전의 전 과정을 체험하며 방송하던 저널리스트 시니샤 글라바셰비치는 병원에서 최종 방송을 진행했다. 글라바셰비치는 세르비아 민병대가 자신을 잡을 경우 무슨 짓을 할 지 몰라, 적십자와 함께 빨리 도시를 떠나고 싶다고 말했다.

### 병원 장악

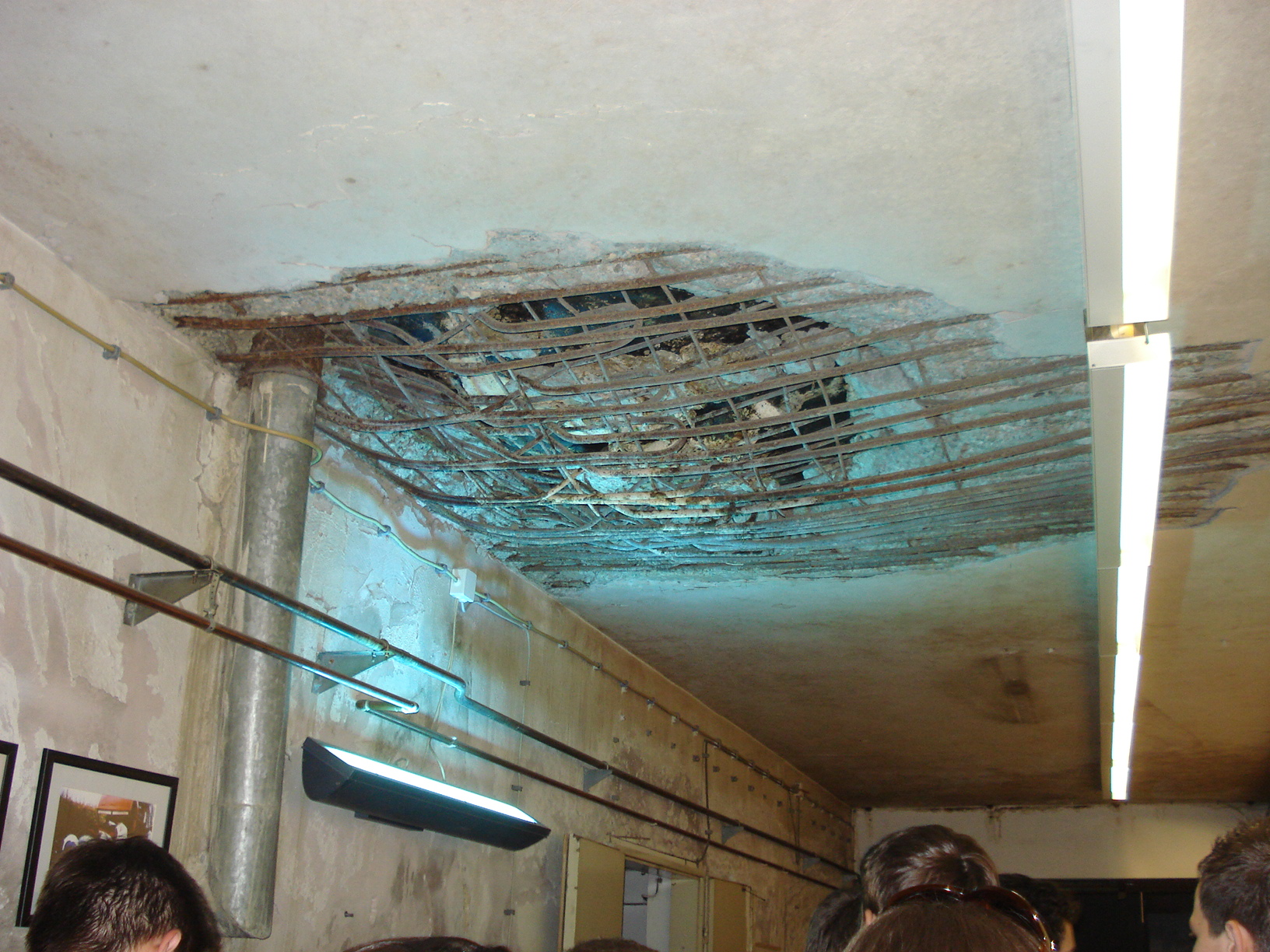
1991년 10월 4일 유고슬라비아 공군의 폭격으로 피해를 입은 부코바르 병원. 폭탄은 여러 층을 관통하여 지하까지 떨어졌으나 바로 아래에 있던 환자는 어떤 부상도 입지 않고 도망갔다. 전후에는 피해를 입은 구역은 추모 공간으로 보존되었다.

11월 19일 아침, 유럽 공동체 임무 감시단(ECMM)은 부코바르 내 조직적인 저항이 모두 끝났다는 것을 알았으나 병원 내의 환자들이 어떻게 되었는지에 대해서는 어떠한 정보도 받지 못했다. 결국 유럽 공동체 감시단 대표 디릭 잔 반 휴턴 대사는 ECMM을 대신하여 라슈타에게 대신 개입해달라고 요구했다. 이날 유고 인민군 부대가 병원에 도착했고 보사나츠는 유고 인민군 장교 밀레 므르크시치를 만난 상태였다. 보사나츠는 므르크시치가 피난 협정을 지킬 의무는 없다고 말했다고 언급했다. 적십자 대원들은 현장의 유고 인민군 장교의 방해로 부코바르 내로 진입할 순 없었지만 11월 19일 초저녁에는 적집자사 대표 니콜라스 보리싱어가 "장군"과의 약속을 주장하며 부코바르 병원에 도착하였다. 여기서 보리싱어는 건물을 장악한 인민군 대위를 만나 적집자사의 시설 방문을 허가하였다. 이후 보리싱어는 적집자사 호송 행렬로 들어가 병원을 탈출하였다. 이날 프랑스 기자 앙네 바라미도 병원을 방문하여 부코바르에서 크로아티아군에 자원해 전투에 참여했던 프랑스인 진미셰 니콜리에를 만나 인터뷰를 하였다. 바라미는 니콜리에에게 기자 신분증을 이용하여 도시를 탈출하자고 제안했으나 니콜리에는 이를 거절했다.
11월 20일 아침, 적십자사 행렬이 부코바르에 도착했으나 병원을 바로 앞에 두고 다리에서 저지당했다. 장갑차가 병원으로 향하는 다리를 막고 있었으며 그곳에 있던 인민군 장교인 소령 베셀린 슈리반차닌는 적십자사 행렬을 막아버렸다. 현장에서 유고 인민군과 적십자사 사이의 협상을 원만하게 하기 위해 BBC 기자 마틴 벨이 통역을 자원하였다. 베셀린 슈리반차닌은 텔레비전 카메라 앞에서 적십자사 요원에게 "여긴 내 나라이고, 우리는 이곳을 점령했다. 여긴 유고슬라비아고, 난 이곳을 지휘한다!"라고 말했다. 되돌아올 호송대를 맞이하기 위해 지디네 교차로에 있던 유럽공동체 감시단은 유고 인민군에게 11월 22일 피난민 호송대는 보스니아 북부의 보산스키샤마츠로 향할 것이라고 통보하였다. 슈리반차닌이 호송대 행렬을 막는 동안 포로들은 다른 방향에서 온 버스를 통해 밖으로 끌려나갔다. 대략 300여명이 병원에서 빠져나간 것으로 확인된다.

### 오브차라 농장

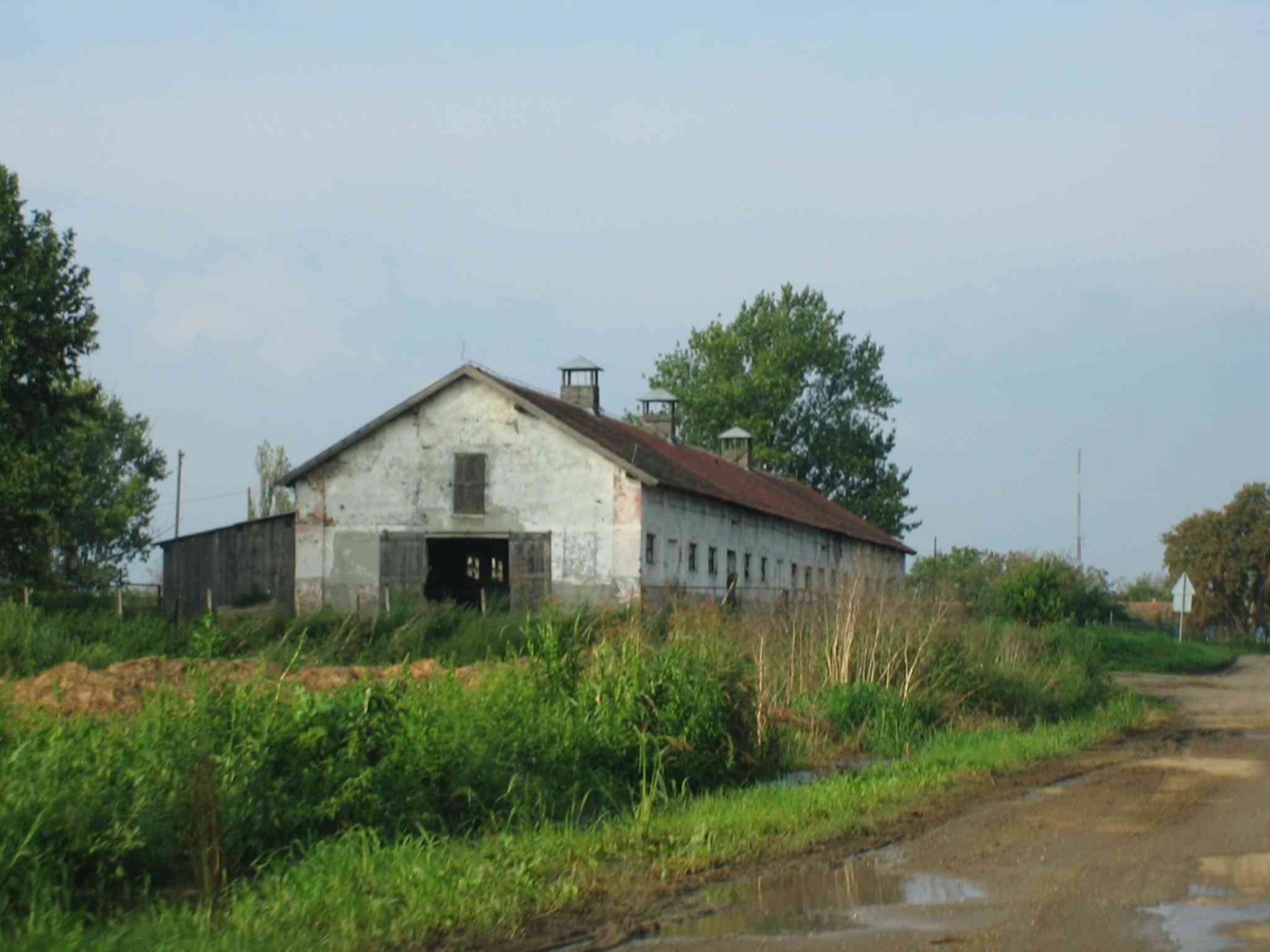
오브차라 수용소와 학살장이 있었던 오브차라 농장의 2005년 모습.

11월 20일에는 슈리반차닌과 대령 네보이샤 파브코비치는 부코바르에서 부상자를 이송하기 위해 유고 인민군이 버스를 제공해줄 것이라고 발표했다. 하지만 10시 30분 경 버스는 포로를 부코바르 남쪽 끝에 있는 유고 인민군 병영으로 가버렸고 여기서 병원 직원으로 확인된 15명은 다시 병원으로 되돌려보냈다. 병영에 남아있던 남은 사람들은 세르비아계 크로아티아인과 세르비아계 준군사조직 대원이 위협하였다. 세르비아계 지도자들은 세르비아에 대한 전쟁 범죄 혐의로 기소하기를 바라며 세르비아 내의 구금시설로 옮기는 데 반대했다. 2시간 동안 병영에 있은 후 버스는 그라보보 근처에 있는 오브차라 농장으로 이동했다. 끌려온 무리 대부분은 크로아티아인이었지만 이들 중에선 세르비아 민족인, 무슬리마니, 헝가리인 외에도 부코바르에서 크로아티아군에 자원한 프랑스인인 니콜리에와 독일인 1명도 있었다. 또한 무리에는 부코바르 병원 약국에 근무했던 라셰타 조카도 있었다. 오브차라로 끌려온 사람은 261명이었다. 일부 문헌에서는 이 사람들 중 여성이 1-2명 있었으며 5달 된 임산부도 있었다고 추정한다. 포로로 끌려온 사람들의 나이는 최소 16세부터 최대 72세까지 다양했다. 이중 가장 어린 사람은 만 16세인 이고르 카치치이다.
포로들이 부코바르에서 10km 정도 떨어진 오브차라에 도착하자 버스에 있던 포로들은 유고 인민군 병사나 세르비아계 준군사 조직에게 한명씩 끌려가 농장 안의 농작물 저장소 창고로 끌려갔다. 부코바르 전 시장이었던 슬라브코 도크마노비치는 포로를 구타하는 무장 세력 중 한명이었다. 군인들은 끌려온 민간인을 구타하면서 그들이 가진 개인 소지품이나 돈, 보석도 강탈하였다. 하루 넘게 유고 인민군 헌병은 세르비아계 영토방위군 병사나 준군사 병사들을 포로를 구타하는 것을 막지도 못하고 농장 창고 내로 들어가지도 못했다. 병사들은 포로를 막대기, 개머리판, 쇠사슬, 야구방망이 등을 사용하여 폭행했으며 부상을 입었던 민간인은 자신이 지고 있던 목발로도 맞았다. 해질녘이 될 때까지 최소한 2명이 구타당해 죽은 것으로 추정된다. 또한 폭행한 병사 한명이 프랑스인 1명을 포함한 최소한 포로 5명을 쏴죽였는데 이 중 프랑스인은 니콜라에인 것으로 추정된다. 또한 무리에 있던 사람 중 7-8명은 유고 인민군의 명령으로 부코바르로 돌아와 풀러났는데 아마 세르비아계 이웃이 손을 써 탈출한 것으로 추정된다. 마지막으로 므르크시치는 농장에서 포로를 영토방위군 지휘관이자 민병대 "레바 수퍼데리카"의 지휘관인 미로류브 부요비치가 지휘하는 세르비아계 크로아티아인 영토방위군에게 포로 관리를 그냥 넘겨버리고 유고 인민군을 철수하라는 명령을 내렸다. 민병대 "레바 수퍼데리카"는 세르비아 시드에서 수립된 세르비아 급진당의 민병대로 유고 인민군의 제1 기계화경비여단 소속이었다.
오후 6시경 포로들은 여러 무리로 나눠졌다. 10-20명 가량의 무리로 쪼개진 포로들은 건물에 나와 트럭에 싣어져 수백 미터 정도 떨어진 나무가 우거진 계곡으로 옮겨졌다. 미리 준비된 처형장으로 옮겨진 포로들은 총살당했으며 불도저를 이용해 집단무덤 식으로 파묻혔다. 15-20분 후 다음 무리를 데려오기 위해 빈 트럭이 건물로 다시 이동하였다. 마지막 포로 무리는 농장 건물 바로 밖에서 한꺼번에 학살당했다. 밤 10시 경이 되어서 모든 포로가 전부 학살당했다. 거의 대부분의 문헌에서는 약 260명이 학살당한 것으로 추정하고 있다. 이 사망자수는 ICTY 검찰측에서 인용한 숫자기도 하다. 일부 문헌에서는 최대 264명이 학살당했다고 추정한다. 크로아티아 정부는 261명이 학살당한 것으로 추정하고 있다. 부코바르 학살은 제2차 세계 대전 이후 이때까지 유럽에서 일어난 가장 거대한 전쟁범죄 행위였다.

## 여파
세르비아계 군사는 1991년 10월 초 오브차라를 수용소로 바꾸었다. 집단살해 이외에도 1991년 가을 동안 오브차라 수용소에 대략 3-4천명이 되는 남성 포로가 수용되어 있었으며 이들은 일시적으로 오브차라에 수용되었다가 스렘스카미트로비차 감옥이나 지역 유고 인민군 군부대로 이송되어 다시 스타예체보, 베게이치 등 세르비아 내의 강제수용소로 옮기는 임시수용소 역할을 하였다. 1991년 체결된 일련의 정치적 협정과 1992년 초 크로아티아와 유고 인민군 사이 체결된 휴전 협정으로 부코바르와 인근 지역을 포함한 크로아티아 곳곳에 유엔보호군(UNPROFOR)이 평화유지 임무로 파견되었다. 유엔보호군은 1992년 3월 경부터 배치가 시작되었다.

### 집단무덤 발견

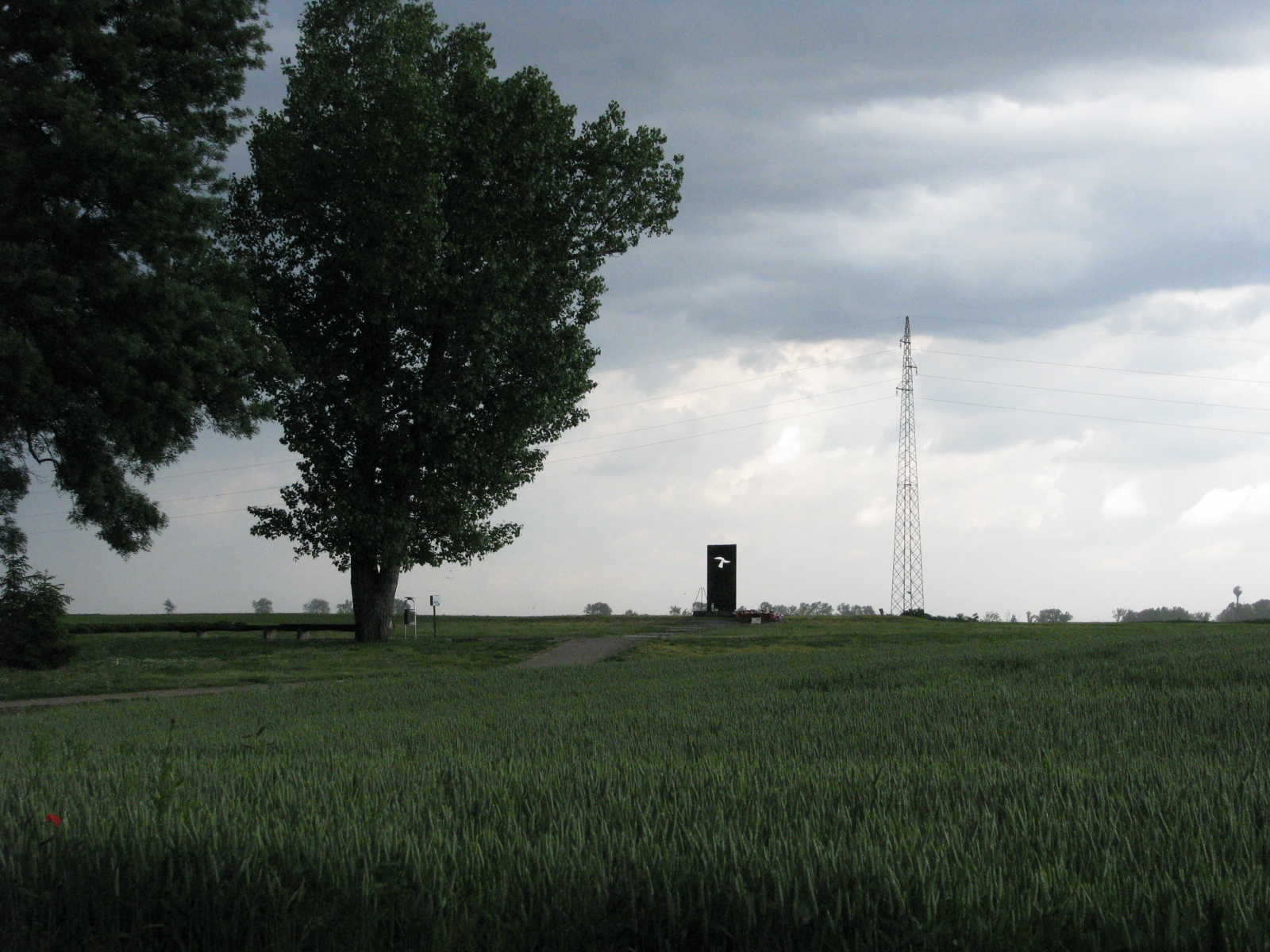
오브차라에서 학살된 사람들이 파묻힌 집단무덤이 있었던 자리를 알리는 추모비.

법의인류학자 클라이드 스노우는 1992년 10월 자그레브를 방문하면서 학살의 존재에 대해 알게 되었다. 스노우 교수는 전쟁범죄 혐의 조사를 위해 유엔팀 대원 중 한명으로 들어가 부코바르를 여행하였다. 거기서 스노우 교수는 자그레브 대학교 의대의 학과장을 만나 학살을 피해 살아남은 전 군인을 소개받았고 그에게서 학살에 관해서 듣게 되었다. 3일 후, 스노우 교수는 부코바르에 도착해 부코바르 지역의 유엔보호군으로 파견된 왕립 캐나다 기마경찰의 중사 레리 무어와 함께 오브차라 지역으로 향했다. 그곳에서 무어는 진흙 속에 파묻힌 인간 두개골을 발견하였다. 며칠 후 유엔은 오브차라 지역을 범죄 현장으로 선포하고 현장 보호를 위해 러시아 유엔보호군을 파견하였다.
스노우 교수는 자신을 포함해 4명으로 이뤄진 팀을 꾸려 겨울 전에 예비 조사를 실시했으며 1992년 12월 학살 현장에 도착하였다. 이 팀은 러시아군이 보호하고 있는 학살 현장에 도착하여 무어가 발견한 뼈조각 외에도 나머지 모든 뼈도 발견하였으며 부분적으로 파묻혀 남아있는 뼈조각들도 발견하였다. 팀은 현장에서 대략 1m 정도의 깊이로 참호를 팠다. 땅을 파면서 더 많은 뼈를 발견하였으며 무덤의 크기도 대략적으로 추측하였다. 지하를 파내려가 조사한 결과 대략 200여명 이상이 집단무덤에 파묻힌 것 같다는 결론을 내렸다. 또한 조사단은 무덤 한켠에서 유고슬라비아군이 사용하는 표준 생산된 AK-47의 탄약통 더미를 발견하고 그와 정 반대편 나무엔 총알 구멍이 뚫린 것도 발견하여 사격수들이 무덤 한쪽에 서서 한가운데를 향해 발사해 총살한 것 같다는 추측을 하였다.
크로아티아 정부는 1993년에서 1994년 사이 오브차라에 묻힌 시신을 발굴하자는 시도를 하였으나 실패하였다. 유엔 사무총장이 임명한 5명의 전문가위원회 위원이 1993년 10월 시신 발굴을 위해 오브차라로 파견되었다. 하지만 이들도 지역 세르비아계 행정부의 방해로 실패하였다. 세르비아계 정부가 러시아 평화유지군의 감시를 받는 오브차라 집단묘지에 대한 추가 조사 시도를 몇 차례 막은 끝에 1994년 1월 미국의 유엔 대사인 매들린 올브라이트가 오브차라로 파견되었다. 올브라이트는 1993년 세워진 구유고슬라비아 국제형사재판소(ICTY)에 대한 미국의 지지를 보여주기 위해 파견되었다.

### 무덤 발굴

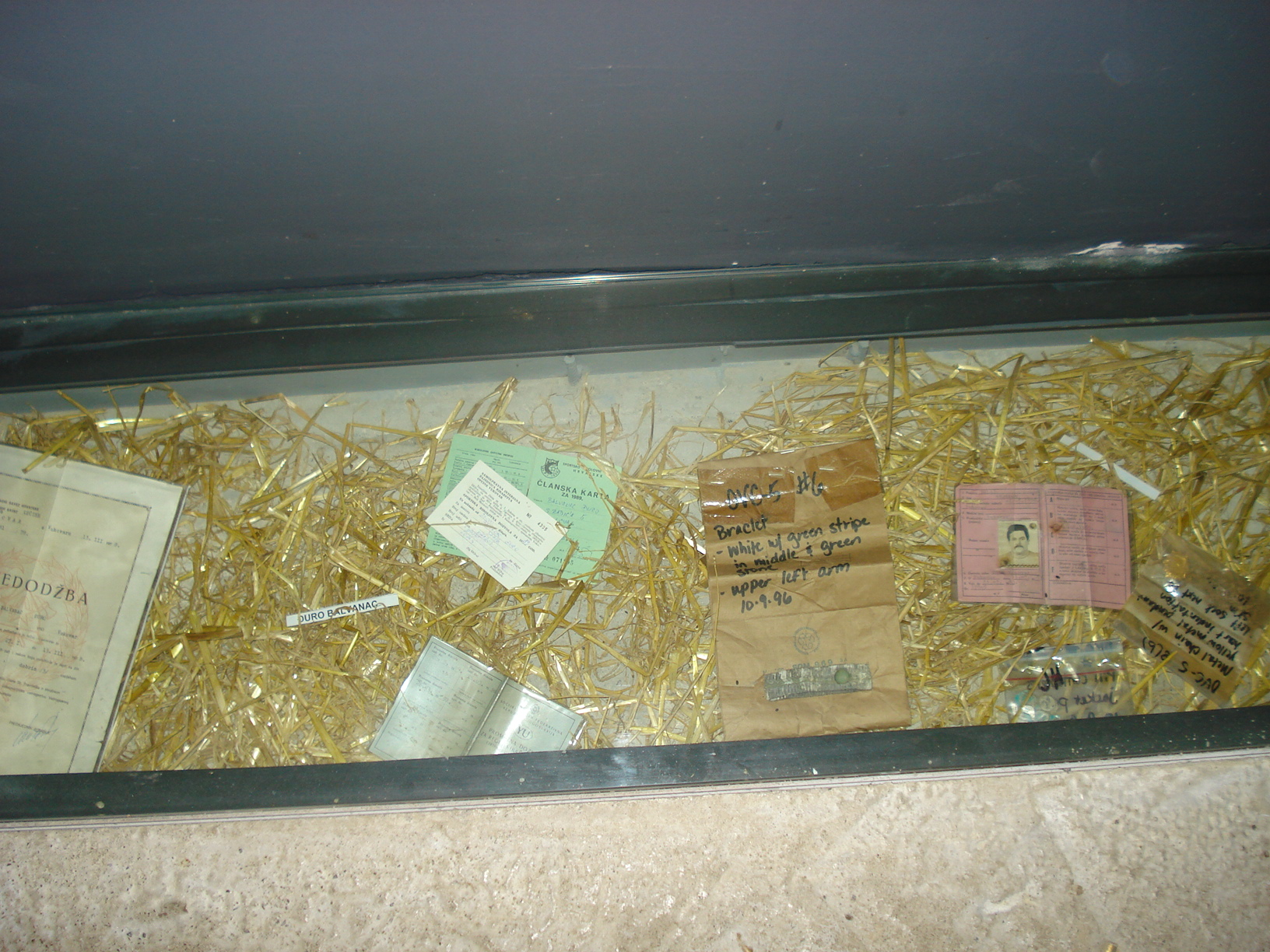
오브차라 추모기념관에 전시되어 있는 희생자의 물품들.

1995년까지 부코바르 지역의 정치적 상황은 변하지 않았다. 하지만 이 해 5월과 8월 크로아티아군은 암호명 플래시 작전과 폭풍 작전을 실시하여 세르비아계 군사들을 차례차례 격파하였다. 동부 슬라보니아가 세르비아계가 마지막까지 점령하고 있던 지역이었다. 11월에는 에르두트 협정을 통해 동부 슬라보니아 지역도 점진적으로 크로아티아의 통치로 돌아가기로 합의하였으며, 이에 따라 협정 이행을 위해 유엔에서 임시로 통치하는 유엔 동슬라보니아, 바라냐 및 서시르미움 잠정통치기구(UNTAES)가 세워졌다.
1996년 9월 1일에는 평화유지군 감시 하에 오브차라에 대한 나머지 지역의 발굴을 시작하였다. 발굴 작업에는 ICTY 요원과 인권을 위한 의사회, 크로아티아 감독관이 와서 현장에 참여하였다. 대략 30 m² 영역을 굴착하면서 시체들이 서로 엉킨 집단무덤이 발견되었다. 거의 대부분의 시신은 여러 발의 총상을 맞은 상태였다. 10월 24일까지 무덤에서 시신 유골 200구가 발굴되었다. 이 유골은 자그레브 대학교 의과대학의 법의학부로 넘겨졌다. 발굴 4년 전부터 크로아티아 정부는 추정 희생자에 대한 사전 정보를 수집하였으며 의학부 건물에 현대적인 시신안치소를 건설하고 전통적 방법을 사용하여 ICTY 조사관들이 신원을 확인할 수 없는 시신에 대하여 유전자 검사를 하기 위해 유전학자들을 훈련시켰다. 2002년 10월까지 184명의 신원이 확인되었는데 대부분은 유전자 조사로 확인했으며 2010년까지 194명의 신원을 확인하였다. 글라바셰비치의 시신 일부도 오브차라에서 발견되었다.
크로아티아 정부는 오브차라에서 학살당한 61명이 그 자리에 묻혔을 것이라고 의심했다. 정부는 발견된 집단무덤 근처에 추가로 하나 이상의 무덤이 더 있거나 원래 다른 곳에 묻혀 있던 시신들이 2차로 옮겨져 묻혔을 것이라고 추정했다. 니콜라에에 대한 책을 지은 작가 네벤카 네비치는 1991년 11월 추가로 집단 학살이 일어나 니콜라에를 비롯한 61명이 다른 얉은 무덤에 묻혔다고 주장했다. 이 작가는 1992년 초 세르비아계 정부에서 무덤이 너무 얉아 시신들이 땅 위로 다 드러나 보인다는 이유로 2차로 다른 곳으로 옮겨져 매장되었다고 주장했다.

### 전범 재판
1995년, ICTY는 슈리반차닌, 므르크시치, 유고 인민군 대위인 미로슬라브 라디치를 오브차라 학살과 관련된 혐의로 기소하였다. 이들은 이후 언론 등지에서 "부코바르 3인방"(Vukovar three) 등으로 불리게 되었다. 또한 ICTY는 당시 부코바르 시장이었던 도크마노비치도 1996년 3월 기소된 사건과 관련하여 학살과 연관이 있다고 보고 추가로 기소하였다. 도크마노비치는 리틀 플라워 작전에 참여한 유엔보호군에게 체포되었고 1997년 6월 27일 체핀 비행장에서 ICTY에게 넘겨졌다. 이 작전은 유고슬라비아 내의 유엔군이 처음으로 ICTY가 기소한 전범을 체포한 사건이다. 하지만 도크마노비치에 대한 재판 평결은 끝내 이뤄지지 못했다. 그는 평결이 발표되기 며칠 전인 1998년 6월 28일 ICTY 감옥 안에서 목을 매 자살하였다. ICTY는 학살과 관련하여 세르비아계 민병대 지도자인 젤코 라주나토비치(일명 아르칸)도 기소하였으나 재판에 회부되기 전 그는 베오그라드에서 암살당했다.
2002년 5월 므르크시치는 네덜란드의 ICTY에 자수하였다. 라디치와 슈리반차닌은 각각 2003년 5월과 6월에 세르비아에서 체포되었다. 이 체포는 미국 의회에서 ICTY와의 협력과 세르비아에게의 재정 지원을 정한 기간이 끝나기 직전에 극적으로 일어났다. 2007년 ICTY는 므르크시치, 슈리반차닌을 유죄 판결했으나 라디치는 무죄 석방하였다. 므르크시치는 20년형을 선고받았고 슈리반차닌은 5년형을 선고받았다. 2009년 이뤄진 항소심에서 슈리반차닌은 17년형으로 늘어났으며 2010년 판결검토에서 10년형으로 줄어들었다.
ICTY는 부코바르에서의 전쟁 범죄 혐의로 밀로셰비치 대통령, 국가보안청 소속의 조비차 스타니시치, 프란코 시마토비치와 세르비아계 크로아티아의 정치지도자인 고란 하지치, 세르비아 급진당 당수 보이슬라브 셰셸 등을 다양한 사람을 기소하였다. 밀로셰비치 재판은 2006년 3월 밀로셰비치의 사망으로 평결 없이 공판이 끝났으며 스타니시치와 시마토비치의 부코바르 전범재판은 2013년 모든 재판이 끝나기 전에 혐의 기소가 누락되었다. 2016년 3월엔 셰셸이 항소심을 앞에 두고 형기가 끝나 석방되었다. 하지치는 2016년 7월 모든 재판이 끝나기도 전에 암으로 사망하였다.
2015년 기준 세르비아 정부는 오브차라 학살과 관련하여 총 15명에게 유죄 판결을 내렸다. 2010년 부코바르의 세르비아계 크로아티아 영토방위군 지휘관인 미로류브 부요비치와 부지휘관인 스탄코 부야노비치는 다른 11명의 대원과 함께 유죄 판결을 받고 20년형을 선고받았는데 이 때 판결받은 전범 모두 세르비아계 크로아티아 영토방위군 병사였거나 민병대 "레바 수퍼데리카" 소속 대원이었다. 프레드라그 밀로예비치, 조르제 쇼시치, 밀로슬라브 자코비치, 사샤 라다크는 20년형을 선고받았으며 밀란 보이노비치, 이반 안토니예비치는 15년형, 요비차 페리치는 13년형, 나다 칼라바는 11년형을 선고받았으며 밀란 란추자닌은 7년형, 프레드라그 드라고비치, 고란 무고샤는 5년형을 선고받았다. 2013년 12월에는 이 판결이 세르비아 헌법재판소에서 무효 판결을 받음에 따라 새 재판을 위해 다시 항소심을 시작하였다. 2015년 2월에는 부요비치, 부야노비치, 밀로예비치, 라다크, 쇼시치, 자코비치는 세르비아 최고대법원에서 항소 법원의 재판이 있을 때까지 석방한다고 판결하였다. 2014년 일어난 별개의 재판에서 세르비아 법원은 레바 수퍼데리카 소속 대원으로 학살에 동참했던 페타르 치리치에게 15년형을 선고하였다. 2015년 2월에는 국제사법재판소(ICJ)가 부코바르에서 일어난 포위공격과 대학살은 심각한 전쟁범죄라는 점은 인정했으나 이것이 제노사이드에 해당하진 않는다고 판결하였다.

### 추모

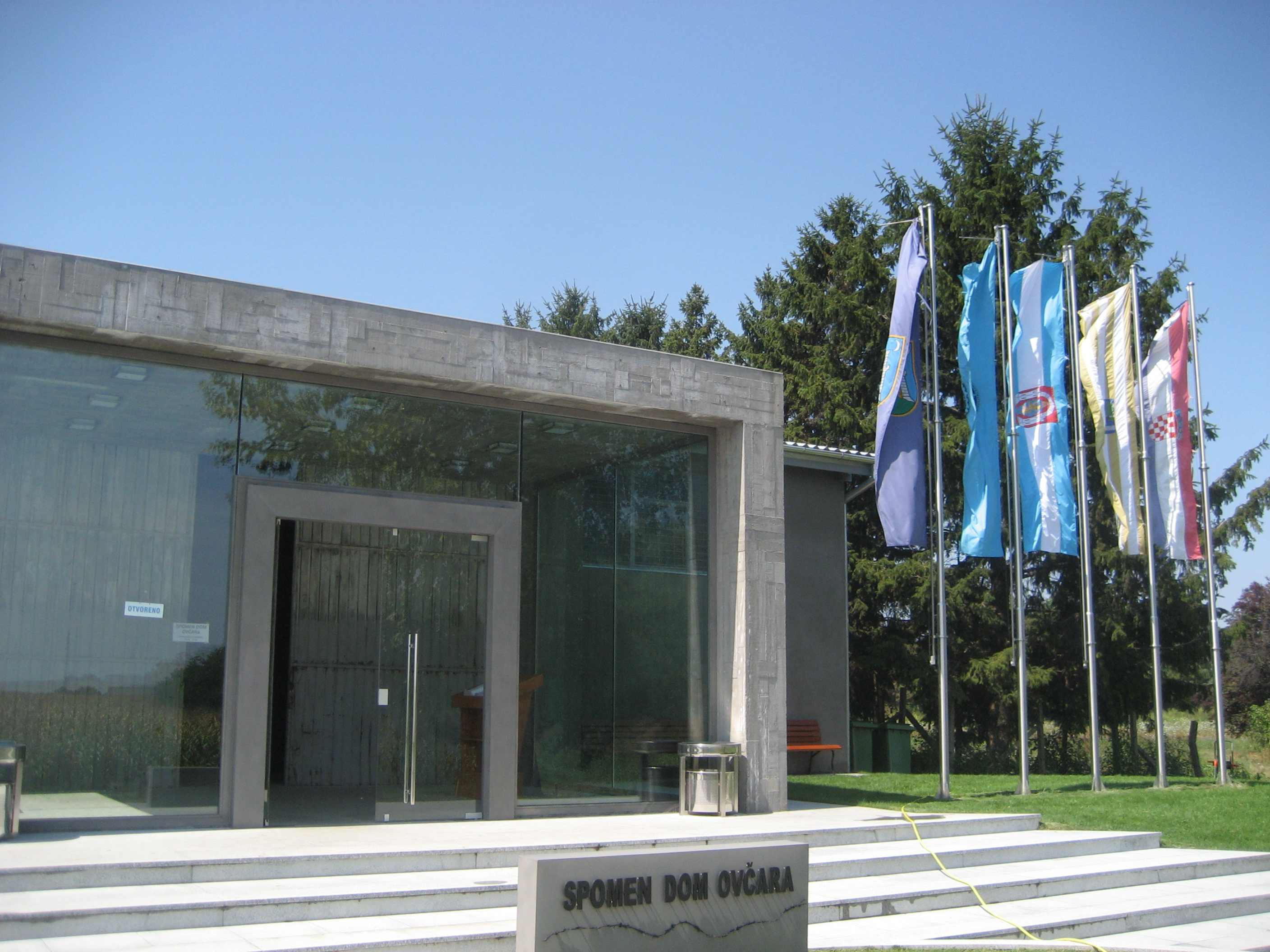
2006년 첫 개장한 오브차라 추모 센터의 모습.

1998년부터 부코바르에서는 부코바르 전투의 피해자와 직후 일어난 참상에 대한 추모로 매년 11월 18일 부코바르 시립병원에서 시작하여 도시 내 기념묘지까지 행진하는 "기억의 행진"을 연다. 2014년에는 8만명이 이 행진에 참여했다. 1998년 12월 30일에는 오브차라의 집단무덤 위에 조각가 슬라보미르 드린코비치가 조각한 추모비가 공개되었다. 이후 크로아티아 독립 전쟁 기간 벌어진 학살 등의 집단무덤에는 이와 같은 모양의 추모비가 건설되었다. 이 대학살 자체는 부코바르 학살이라는 말 외에도 오브차라 학살, 부코바르 병원 학살로도 부른다. 이 학살은 크로아티아 독립 전쟁 기간 크로아티아 내에서 일어난 단일 학살 중 가장 규모가 크다.
2006년에는 전 오브차라 농장 부지 위에 밀리옌코 로미치가 디자인한 오브차라 추모 센터가 건립되었다. 이 추모센터는 1991년 11월 20일 포로들이 처형되기 직전 수용되었던 창고 건물을 개조하여 건립하였다. 유리로 둘러싸인 로비에서 들어올 수 있는 이 건물은 오브차라에서 처형당해 집단무덤에서 발견된 200명의 사망자와 발견되지 못한 61명의 실종자의 사진을 조명으로 비춘다. 콘크리트 바닥에는 코딩된 폐 탄약통과 희생자 261명의 이름이 기록된 "악마의 나선"(크로아티아어로 Spirala zla) 조각품이 있다. 천장에는 희생자 261명을 상징하는 작은 조명 261개가 달려 있다. 이 센터 안에는 집단무덤 발굴때 발견한 개인 소지품과 여러 신분증과 같은 문서도 전시되어 있다.이 추모센터는 자그레브시에서 200만 쿠나(약 27만 유로)를 지원하여 세워졌다. 완공 후 2014년 7월까지 50만명이 추모센터를 방문하였다. 같은 해 크로아티아 정부는 8학년 학생들에게 센터를 방문하는 교육 프로그램을 시작했으며 매년 약 5만명의 학생이 이 센터를 방문한다. 2010년에는 세르비아의 대통령 보리스 타디치가 세르비아 국가수반으로는 최초로 기념센터와 오브차라 집단무덤을 방문하였다. 타디치 대통령은 무덤에 화환을 얹었으며 세르비아 국가를 대표하여 사죄 발언을 하였다.

## 같이 보기
- 베레프로메트 수용소
- 크로아티아 독립 전쟁 기간 발생한 학살 목록
- 유고슬라비아 전쟁의 세르비아

## 참고 문헌
서적
- Armatta, Judith (2010). 《Twilight of Impunity: The War Crimes Trial of Slobodan Milosevic》. Durham, North Carolina: Duke University Press. ISBN 978-0-8223-4746-0.
- Bideleux, Robert; Jeffries, Ian (2007). 《The Balkans: A Post-Communist History》. London, England: Routledge. ISBN 9781134583287.
- Cassese, Antonio, 편집. (2009). 《The Oxford Companion to International Criminal Justice》. Oxford, England: Oxford University Press. ISBN 9780191553448.
- Cencich, John R. (2013). 《The Devil's Garden: A War Crimes Investigator's Story》. Lincoln, Nebraska: Potomac Books. ISBN 9781612341729. 2019년 2월 9일에 원본 문서에서 보존된 문서. 2019년 2월 7일에 확인함.
- Central Intelligence Agency, Office of Russian and European Analysis (2002). 《Balkan Battlegrounds: A Military History of the Yugoslav Conflict, 1990–1995》. Washington, D.C.: Central Intelligence Agency. OCLC 50396958.
- Clark, Janine Natalya (2014). 《International Trials and Reconciliation: Assessing the Impact of the International Criminal Tribunal for the Former Yugoslavia》. London, England: Routledge. ISBN 9781317974758. 2019년 2월 9일에 원본 문서에서 보존된 문서. 2019년 2월 7일에 확인함.
- 《Eastern Europe and the Commonwealth of Independent States》. London, England: Routledge. 1999. ISBN 978-1-85743-058-5.
- Gow, James (2003). 《The Serbian Project and Its Adversaries: A Strategy of War Crimes》. London, England: C. Hurst & Co. ISBN 9781850656463.
- Hoare, Marko Attila (2005). 〈Crime and the Economy in Serbia after Milošević〉.   Ramet, Sabrina P. 《Serbia Since 1989: Politics and Society under Milošević and After》. Seattle, Washington: University of Washington Press. 212–226쪽. ISBN 9780295802077.
- Hoare, Marko Attila (2010). 〈The War of Yugoslav Succession〉.   Ramet, Sabrina P. 《Central and Southeast European Politics Since 1989》. Cambridge, England: Cambridge University Press. 111–136쪽. ISBN 978-1-139-48750-4.
- Horton, Richard C. (2003). 《Second Opinion: Doctors, Diseases and Decisions in Modern Medicine》. London: Granta Books. ISBN 978-1-86207-587-0.
- Kurspahić, Kemal (2003). 《Prime Time Crime: Balkan Media in War and Peace》. Washington, D.C.: US Institute of Peace Press. ISBN 978-1-929223-39-8.
- Ramet, Sabrina P. (2006). 《The Three Yugoslavias: State-Building And Legitimation, 1918–2006》. Bloomington, Indiana: Indiana University Press. ISBN 978-0-253-34656-8.
- Ramet, Sabrina P.; Matić, Davorka (2007). 《Democratic Transition in Croatia: Value Transformation, Education & Media》. College Station, Texas: Texas A&M University Press. ISBN 978-1-58544-587-5.
- Stover, Eric; Peress, Gilles (1998). 《The Graves: Srebrenica and Vukovar》. Zurich, Switzerland: Scalo. ISBN 9783931141769.
- Stover, Eric; Weinstein, Harvey M (2004). 《My Neighbor, My Enemy: Justice and Community in the Aftermath of Mass Atrocity》. Cambridge, England: Cambridge University Press. ISBN 978-0-521-54264-7.
- Stover, Eric (2011). 《The Witnesses: War Crimes and the Promise of Justice in The Hague》. Philadelphia, Pennsylvania: University of Pennsylvania Press. ISBN 9780812203783.
- Trbovich, Ana S. (2008). 《A Legal Geography of Yugoslavia's Disintegration》. Oxford, England: Oxford University Press. ISBN 9780195333435.
- Woodward, Susan L. (1995). 《Balkan Tragedy: Chaos and Dissolution after the Cold War》. Washington, D.C.: Brookings Institution Press. ISBN 9780815722953.

저널 문헌
- Klein, Jacques Paul; Jones, David Sterling; McDowell, Paul J. (1998년 4월 1일). “Operation Little Flower: The United Nations' apprehension of an indicted war criminal”. 《Military Intelligence Professional Bulletin》 (Fort Huachuca, Arizona: United States Army Intelligence Center). ISSN 0026-4024. 2015년 4월 2일에 원본 문서에서 보존된 문서. 2019년 2월 7일에 확인함 – Highbeam Research 경유. (구독 필요).
- Lončar, Marko (May 2010). “Činjenice o "Optužnici" koju je pročitao Siniša Glavašević” [Facts on the "Indictment" Read by Siniša Glavašević]. 《National security and the future》 (크로아티아어) (Zagreb, Croatia: St. George Association) 11 (2–3): 9–60. ISSN 1332-4454.
- Marijan, Davor (November 2012). “Zamisao i propast napadne operacije Jugoslavenske narodne armije na Hrvatsku u rujnu 1991. godine” [The Conception and Failure of the Offensive Operation of the Yugoslav National Army in September 1991]. 《Journal of Contemporary History》 (크로아티아어) (Croatian Institute of History) 44 (2): 251–275. ISSN 0590-9597.

뉴스 르포
- Bell, Martin (2011년 8월 22일). 《Return to Vukovar》 (Radio broadcast). BBC Radio 4. 2015년 5월 7일에 확인함.
- Bijelić, N. (2004년 9월 27일). “Štuka se hvalio da je streljao” [Štuka Boasted about Shootings]. 《Večernje novosti》 (세르비아어) (Belgrade, Serbia).
- Biluš, Marina (2007년 6월 19일). “Slavomir Drinković – kipar patriot na čelu stoljetne akademije” [Slavomir Drinković – Patriot Sculptor Heads Century-old Academy]. 《Nacional》 (크로아티아어) (Zagreb, Croatia).
- “Bio je književnik i novinar, a postao je simbol Vukovara” [He was a Writer and a Journalist, and Became a Symbol of Vukovar] (크로아티아어). Zagreb, Croatia: Nova TV (Croatia). HINA. 2014년 11월 4일.
- Blair, David (2015년 2월 3일). “International Court of Justice clears Croatia and Serbia of genocide”. 《The Daily Telegraph》 (London, England).
- “Bodies Link Officers To Croat Executions”. 《The New York Times》 (New York City). 1996년 10월 24일.
- Borovac, Marina (2014년 11월 18일). “Dvaput smo bili na identifikaciji žrtava Ovčare, ali...” [We Went to Ovčara Victims' Identification Twice, but...]. 《Večernji list》 (크로아티아어) (Zagreb, Croatia).
- Bradarić, Branimir (2010년 11월 20일). “Susretom "Grad - to ste vi" zaključen Dan sjećanja” [Meeting "City - It Is You" Concludes the Day of Remembrance]. 《Večernji list》 (크로아티아어) (Zagreb, Croatia).
- Bradarić, Branimir (2012년 11월 18일). “Otkriven spomenik za legendu obrane i najmlađu žrtvu Ovčare” [Monument to a Defence Legend and the Youngest Victim of Ovčara Unveiled]. 《Večernji list》 (크로아티아어) (Zagreb, Croatia).
- Bradarić, Branimir (2014년 10월 18일). “Pješački most u Vukovaru ponio ime po francuskom dragovoljcu Jean-Michelu Nicolieru” [Pedestrian Bridge in Vukovar Named After French Volunteer Jean-Michel Nicolier]. 《Večernji list》 (크로아티아어) (Zagreb, Croatia).
- Bradarić, Branimir (2014년 10월 31일). “Matić s učenicima u Vukovaru: Istina o ratu je jedna jedina” [Matić With Pupils in Vukovar: There is a Single Truth about the War]. 《Večernji list》 (크로아티아어) (Zagreb, Croatia).
- Butigan, Sanja (2006년 11월 23일). “Spomen-dom Ovčara: Svi imaju isti datum smrti” [Ovčara Memorial Centre: Everyone's Date of Death is the Same]. 《Jutarnji list》 (크로아티아어) (Zagreb, Croatia). 2015년 4월 2일에 원본 문서에서 보존된 문서. 2019년 2월 7일에 확인함.
- Butigan, Sanja (2014년 11월 18일). “Vukovar je zaslužio mir i dostojanstvo - jedinstvena je poruka sudionika Dana sjećanja” [Vukovar Deserves Peace and Dignity - Single Message of those Attending the Remembrance Day]. 《Glas Slavonije》 (크로아티아어) (Zagreb, Croatia).
- Chenu, Georges-Marie (1995년 11월 18일). “18 novembre 1991, la chute de Vukovar” [18 November 1991, Fall of Vukovar]. 《Le Monde》 (프랑스어) (Paris, France). (구독 필요).
- Derikonjić, Miroslava (2013년 12월 14일). “Ustavni sud ukinuo presudu za Ovčaru” [Constitutional Court Sets Aside Ovčara Judgment]. 《Politika》 (세르비아어) (Belgrade, Serbia).
- Derikonjić, Miroslava (2015년 2월 14일). “Okrivljeni za zločin na "Ovčari" na slobodi posle 12 godina” [Accused for Ovčara Crime Released after 12 Years]. 《Politika》 (세르비아어) (Belgrade, Serbia).
- Engelberg, Stephen ( 3 March 1991). “Belgrade Sends Troops to Croatia Town”. 《The New York Times》 (New York City).  2 October 2013에 원본 문서에서 보존된 문서. 18 January 2013에 확인함.
- Flego, Miroslav (2014년 7월 7일). “Ovčaru i Memorijalno groblje posjetilo oko pola milijuna turista” [Ovčara and the Memorial Cemetery Visited by about Half a Million Tourists]. 《Večernji list》 (크로아티아어) (Zagreb, Croatia).
- “Mjesta stradanja ratne '91. godine” [Places of Suffering in Wartime Year of 1991]. 《Glas Slavonije》 (크로아티아어) (Osijek, Croatia). 2012년 11월 17일.
- “Goran Hadzic, Croatian-Serb war crimes defendant, dies at 57”. London, England: BBC News. 2016년 7월 12일.
- Harden, Blaine (1993년 1월 26일). “Serbs Accused of '91 Croatia Massacre; U.S. Doctors Believe 200 Wounded Men Were Taken From Hospital and Shot”. 《The Washington Post》 (Washington, D.C.). 2015년 9월 24일에 원본 문서에서 보존된 문서. 2019년 2월 7일에 확인함 – Highbeam Research 경유. (구독 필요).
- Hudson, Alexandra (2007년 9월 25일). “U.N. Tribunal to Rule in Vukovar Massacre Case”. London, England: Reuters. 2012년 12월 25일에 원본 문서에서 보존된 문서. 2019년 2월 7일에 확인함.
- Ivanković, Davor (2010년 11월 18일). “Na Ovčari su ubijeni i Srbi, ali i francuski i njemački dobrovoljci” [Serbs were Also Killed at Ovčara, as well as French and German Volunteers]. 《Večernji list》 (크로아티아어).
- Kovacevic, Tamara (2004년 3월 9일). “Profile: The 'Vukovar Three'”. London, England: BBC News.
- LeBor, Adam (2007년 9월 28일). “Serb Officer is Jailed over the Massacre of 194 Croats Snatched from Hospital”. 《The Times》 (London, England). (구독 필요).
- Lisjak, Tatjana (2014년 11월 25일). “Petar Ćirić osuđen na 15 godina robije za mučenja i ubojstva na Ovčari” [Petar Ćirić Sentenced to 15 Years in Prison for Torture and Murders at Ovčara]. 《Večernji list》 (크로아티아어) (Zagreb, Croatia).
- Little, Alan (2004년 3월 13일). “Vukovar massacre haunts Serbs: Serbia is still in denial about the crimes that were committed in its name”. London, England: BBC News.
- Little, Alan (2011년 6월 23일). “Croatia Vukovar War: Overcoming a Legacy of War”. London, England: BBC News.
- Marjanović, Vedran (2014년 1월 19일). “Ivan Grujić: Vojska Jugoslavije prebacila je 1995. ostatke nestalih Hrvata u grobnice po Srbiji” [Ivan Grujić: Yugoslav Army Transferred Remains of Missing Croats to Graves in Serbia in 1995]. 《Slobodna Dalmacija》 (크로아티아어) (Split, Croatia).
- “Na Ovčari otkriveno spomen-obilježje žrtvama srpske agresije” [Memorial to Victims of Serb Aggression Unveiled at Ovčara] (크로아티아어). Zagreb, Croatia: Croatian Radiotelevision. 1998년 12월 30일. 2016년 3월 5일에 원본 문서에서 보존된 문서. 2019년 2월 7일에 확인함.
- “'Na srpskom likvidirati ne znači streljati'” [Liquidate in Serbian Does not Mean to Shoot]. 《Politika》 (세르비아어) (Belgrade, Serbia). 2008년 1월 15일.
- Ottaway, David B. (1994년 1월 7일). “UN Envoy Demands Probe Of Mass Grave in Croatia”. 《Chicago Sun-Times》 (Chicago, Illinois). 2015년 4월 2일에 원본 문서에서 보존된 문서. 2019년 2월 7일에 확인함 – Highbeam Research 경유. (구독 필요).
- “Osnovna škola u Vukovaru nosi ime Siniše Glavaševića” [Elementary School in Vukovar Named After Siniša Glavašević] (크로아티아어). Zagreb, Croatia: Index.hr. 2007년 11월 5일.
- Partos, Gabriel (2003년 6월 13일). “Vukovar Massacre: What Happened”. London, England: BBC News.
- Pavelić, Boris. “Let the Tragedy Speak for Itself”. Belgrade, Serbia: B92.
- Perlez, Jane (1996년 1월 5일). “In Montenegro, an Indicted Soldier Is Still a Hero”. 《The New York Times》 (New York City).
- “Petru Ćiriću 15 godina zatvora za zločin na Ovčari” [Petar Ćirić Receives 15 Years in Prison for the Crime at Ovčara]. 《Politika》 (세르비아어) (Belgrade, Serbia). Tanjug. 2013년 7월 1일.
- Rašović, Renata (2012년 6월 3일). “Priča o dragovoljcu u tuđini koji nema grob” [Story of Volunteer in a Foreign Country Who Has no Grave]. 《Večernji list》 (크로아티아어) (Zagreb, Croatia).
- “Roads Sealed as Yugoslav Unrest Mounts”. 《The New York Times》 (New York City). Reuters. 1990년 8월 19일. ISSN 0362-4331.
- “Serb leader Tadic apologises for 1991 Vukovar massacre”. London, England: BBC News. 2010년 11월 4일.
- “Serbia radical Vojislav Seselj acquitted of Balkan war crimes”. London, England: BBC News. 2016년 3월 31일.
- Sudetic, Chuck ( 2 April 1991). “Rebel Serbs Complicate Rift on Yugoslav Unity”. 《The New York Times》 (New York City).  2 October 2013에 원본 문서에서 보존된 문서. 18 January 2013에 확인함.
- Tagirov, Tatjana (2004년 7월 8일). “'Oni ne bi ni mrava zgazili'” [They Wouldn't Hurt an Ant]. 《Vreme》 (세르비아어) (705) (Belgrade, Serbia). 2019년 2월 9일에 원본 문서에서 보존된 문서. 2019년 2월 7일에 확인함.
- “UN court dismisses Croatia and Serbia genocide claims”. 《BBC News》 (London, England). 2015년 2월 3일.
- “Vesna Bosanac: Iz bolnice su odovodili civile i ranjenike kojima se potom izgubio svaki trag” [Vesna Bosanac: They Took Civilians and Wounded from the Hospital who were Never Seen Again]. 《Novi list》 (크로아티아어) (Rijeka, Croatia). HINA. 2013년 4월 9일. 2020년 9월 23일에 원본 문서에서 보존된 문서. 2019년 2월 7일에 확인함.
- Vuković, Vinko (2012년 10월 3일). “Priča o hrvatskom domoljubu Jeanu Michelu Nicolieru, mučki likvidiranom na Ovčari, zaslužuje da ode u svijet” [Story of Croatian Patriot Jean Michel Nicolier, Brutally Killed at Ovčara, Deserves to be Heard Throughout the World]. 《Slobodna Dalmacija》 (크로아티아어) (Split, Croatia).
- “Vukovar: Muzej u bolnici” [Vukovar: Museum in Hospital] (크로아티아어). Zagreb, Croatia: Nova TV (Croatia). HINA. 2006년 11월 17일.
- Wood, Paul (2000년 1월 15일). “Gangster's life of Serb warlord”. London, England: BBC News.

기타 문헌
- “Brief Chronology 15 January 1996 – 15 January 1998”. United Nations.
- Boutros-Ghali, Boutros (1994년 5월 27일). “Letter Dated 24 May 1994 from the Secretary-General to the President of the Security Council” (PDF). United Nations.
- Nazor, Ante (March 2011). “Vukovar i vukovarska bolnica (dijelovi kronologije), studeni 1991. (IV. dio)” [Vukovar and Vukovar Hospital (Parts of the Chronology), November 1991 (Part 4)]. 《Hrvatski vojnik》 (크로아티아어) (Ministry of Defence (Croatia)) (334). ISSN 1333-9036. 2015년 4월 2일에 원본 문서에서 보존된 문서. 2019년 2월 7일에 확인함.
- “The Prosecutor of the Tribunal Against Goran Hadžić, First Amended Indictment” (PDF). International Criminal Tribunal for the former Yugoslavia. 2011년 7월 22일.
- “Report Of The Secretary-General on the United Nations Transitional Administration for Eastern Slavonia, Baranja and Western Sirmium” (PDF). United Nations. 1996년 10월 1일. 2015년 4월 2일에 원본 문서 (PDF)에서 보존된 문서. 2019년 2월 7일에 확인함.